# عبد الرحمن القحطاني
عبد الرحمن علي القحطاني، من مواليد 22 مايو 1983 في الدمام في السعودية وأصوله تعود لمنطقة عسير وبالتحديد(سراة عبيدة) ، لاعب كرة قدم سعودي.
بدأ مسيرته الكروية مع نادي الإتفاق السعودي في عام 2001، ولعب معهم حتى عام 2007، وفي عام 2007 انتقل إلى نادي الاتحاد السعودي إعارة لمدة موسم واحد بقيمة 8.5 مليون ريال سعودي وتعتبر الأغلى في المنطقة، وعاد بداية موسم 2008 إلى ناديه الأصلي الاتفاق، وفي عام 2010 انتقل إلى نادي النصر السعودي انتقال نهائي لمدة 4 سنوات بمبلغ 17 مليون ريال سعودي.
ومركزه بالفريق جناح أيسر.
يحمل عبد الرحمن الرقم 7 مع الفريق النصراوي
بعد انتهاء مسيرته مع النصر انتقل إلى نادي الفتح لمدة موسم وبعدها اعتزل اللعب نهائياً

## الاحصائيات في بطولة الدوري السعودي
| نادي النصر | لعب | صنع | سجل |
| ---------- | --- | --- | --- |
| 2010-2011  | 22  | 3   | 7   |
| 2011-2012  | 12  | 0   | 2   |
| 2012-2013  | 9   | 3   | 0   |
| المجموع    | 43  | 6   | 9   |

يلعب القحطاني مع منتخب السعودية لكرة القدم، وله عدد من الأهداف الدولية.
من أشهر ألقابه (( المايسترو )) حيث طريقته وإيقاعه في اللعب تبهر الجميع .. ويعتبر اللاعب من أكثر اللاعبين خلقاً داخل الملعب وخارجه حتى كسب حب الجميع حتى مع مخالفيه

## كأس آسيا 2007
و قد سجل هدف في مرمى منتخب البحرين لكرة القدم.
ولقد صنع الكثير من الأهداف لمنتخب الأخضر السعودي

## روابط خارجية
- عبد الرحمن القحطاني على موقع الاتحاد الدولي (مؤرشف)  (الإنجليزية)
- عبد الرحمن القحطاني على موقع قاعدة بيانات كرة القدم.إي يو (الإنجليزية)
- عبد الرحمن القحطاني على موقع ناشيونال فوتبول تيمز (الإنجليزية)
- عبد الرحمن القحطاني على موقع Soccerway.com (الإنجليزية)